# Toxochitona unicolor
Toxochitona unicolor är en fjärilsart som beskrevs av Aurivillius 1898. Toxochitona unicolor ingår i släktet Toxochitona och familjen juvelvingar. Inga underarter finns listade i Catalogue of Life.